# Гридюшко Олександр Станіславович
Олекса́ндр Станісла́вович Гридю́шко (нар. 28 січня 1961, Вітебськ, СРСР — пом. 13 листопада 1998, Річиця, Білорусь) — радянський та білоруський футболіст, нападник. Відомий завдяки виступам у складі «Вітебська», луганської «Зорі» та цілої низки радянських, пост-радянських та фінських клубів.

## Життєпис
Олександр Гридюшко народився у білоруському місті Вітебськ. Вихованець ДЮСШ ДСО «Червоний Прапор», де його першим тренером був Алім Матвійович Гіршин. Розпочав кар'єру в складі вітебської «Двіни», де відіграв майже три сезони та перейшов до лав московського «Спартака». Втім, закріпитися у складі одного з найсильніших радянських клубів Гридюшку не вдалося і, провівши лише 4 гри за «дубль» москвичів, Олександр перейшов до ленінградського «Зеніта». У північній столиці РРФСР юний нападник одначе теж не затримався — записавши до свого активу всього 2 виходи на поле, він повернувся до Білорусі, де продовжив виступи у складі «Гомсельмаша».
Після невдалої спроби повернутися до «Зеніта» у 1983 році Гридюшко відгукнувся на пропозицію рідної для нього «Двіни», що незабаром змінила назву на «Вітязь». У Вітебську він швидко став одним з провідних гравців основи, однак високою результативністю не вирізнявся. Провівши у «Вітязі» чотири сезони, Гридюшко став гравцем ташкентського «Пахтакора», але вже у тому ж сезоні перейшов до потійського «Колхеті». Втім, вже наступного року він знову повернувся до Узбекистану, захищаючи кольори наманганського «Навбахора».
Протягом 1990–1992 років виступав у рідному клубі, що носив на той час назву КІМ. Цей період кар'єри був чи не найуспішнішим для Олександра, якому нарешті вдалося у повній мірі продемонструвати свій бомбардирський хист. Однак низький рівень пострадянського футболу та життя в цілому змусив Гридюшка скуштувати легіонерського хліба — 1993 рік він провів у Фінляндії, а у 1994 році прейшов до лав луганської «Зорі-МАЛС», де разом з Михайлом Поцхверією створив атакувальний дует команди. Гридюшко володів прекрасним відчуттям голу та чудовою реакцією, досить впевнено грав головою, любив ефектну гру. Його майстерність дозволяла продемонструвати і нестандартні футбольні прийоми: приховані паси п'ятою, фальшиві замахи тощо.
Після виступів у Луганську Олександр Гридюшко певний час пограв за нижчолігові клуби Росії, а у 1997 році повернувся на Батьківщину, де допоміг «Ліді» вибороти «золото» першої ліги. Втім, у вищій лізі ветеран виявився непотрібним клубу і кар'єру завершував у клубі «Ведрич-97».
Помер 13 листопада 1998 року у віці 37 років.

## Досягнення
- Переможець першої ліги чемпіонату Білорусі (1): 1998
- Бронзовий призер першої ліги чемпіонату Білорусі (1): 1997
- Срібний призер 7 зони другої ліги чемпіонату СРСР (1): 1989
- Бронзовий призер 9 зони другої ліги чемпіонату СРСР (1): 1987
- Срібний призер 6 зони другої нижчої ліги чемпіонату СРСР (1): 1990